# Путиловка (Волынская область)
Путиловка (укр. Путилівка) — село в Олыкской поселковой общине Луцкого района Волынской области Украины.
Код КОАТУУ — 0721882004. Население по переписи 2001 года составляет 100 человек. Почтовый индекс — 45260. Телефонный код — 3365. Занимает площадь 0,27 км².

## История
В 1946 году указом ПВС УССР хутор Литва переименован в Путиловку.
До 2020 года входило в Киверцовский район.